# Manuel de Araújo

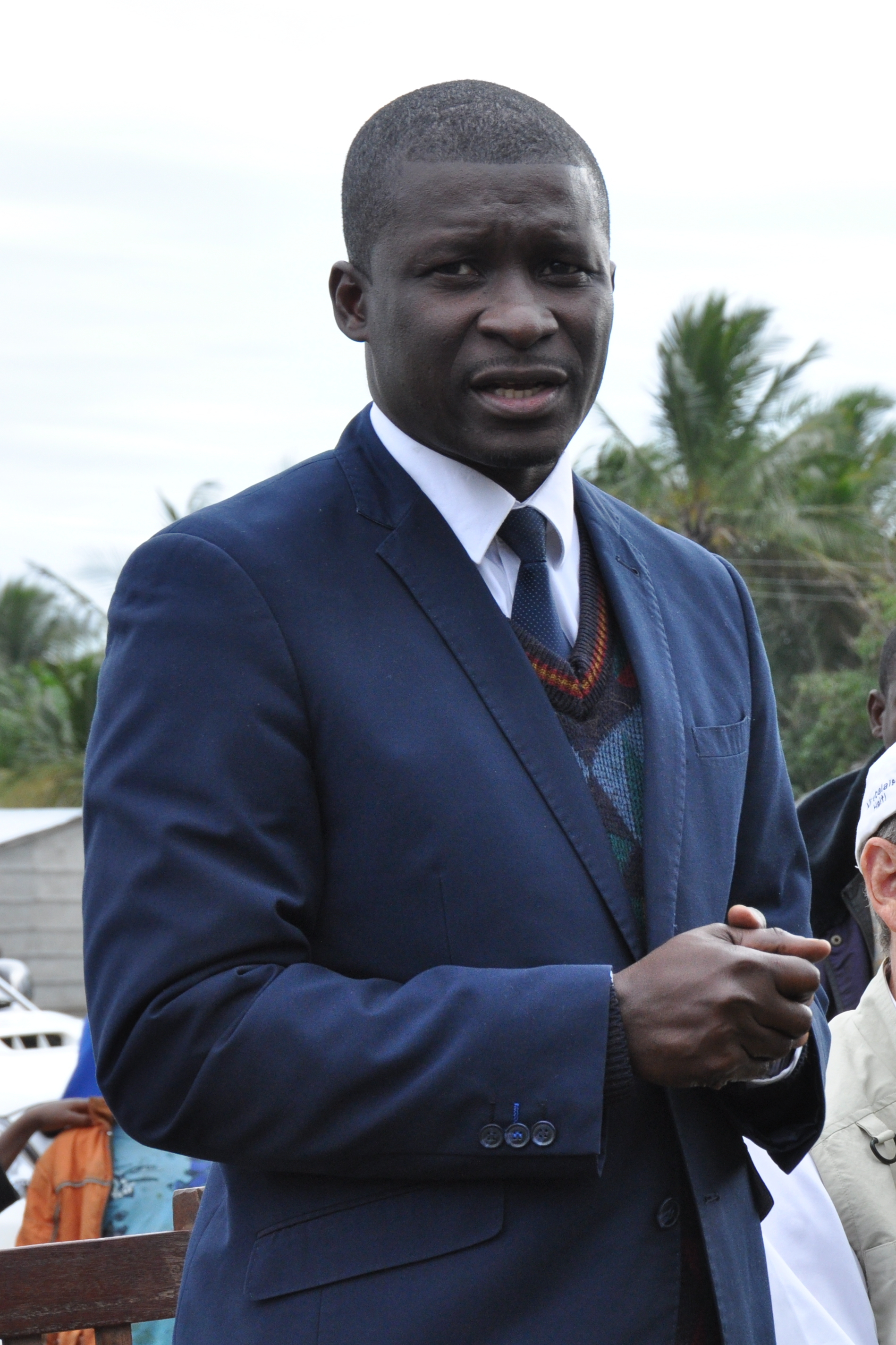
Manuel de Araújo (2014)

Manuel de Araújo (* 11. Oktober 1970 in Quelimane, Provinz Zambezia, Mosambik) ist ein mosambikanischer Politik- und Wirtschaftswissenschaftler sowie Politiker des MDM. Seit Dezember 2011 ist Araújo Bürgermeister der Quelimanes.

## Biographie

### Akademische Karriere
Manuel de Araújo wurde am 11. Oktober 1970 in der Hauptstadt der Provinz Zambézia, Quelimane, geboren. Araújo besuchte in seiner Geburtsstadt die Grund- und Sekundarschule. Daraufhin wechselte er an das Instituto Superior de Relações Internacionais (ISRI) in Maputo, um dort Internationale Beziehungen zu studieren. Später studierte er auch an der University of Zimbabwe (bei Harare). Seinen MPS absolvierte er an der University Fort Hare, seinen MSc an der SOAS in London. Seinen PhD absolvierte Araújo an der University of East Anglia.
Parallel und nach seiner akademischen Karriere unterrichtete er an verschiedenen Sekundar- und Hochschulen in Maputo, unter anderem an der Escola Secundária 25 de Setembro, der Escola Secundário Francisco Manyanga, an seiner Alma Mater Instituto Superior de Relações Internacionais, am Instituto Superior de Ciências e Tecnologia de Moçambique (ISCTEM), der Universidade Pedagógica (UP) sowie an der Universidade Politécnica.

### Politische Karriere
Araújo trat bereits früh der in Zambézia dominierenden Oppositionspartei RENAMO bei. Bei den Parlamentswahlen 2004 kandidierte er für ein Mandat im mosambikanischen Parlament (Assembleia da República) und wurde mit 89 anderen Kandidierenden ins Parlament gewählt. Das Mandat übte er zwischen 2004 und 2009 aus.
Im Zuge der zunehmenden Bipolarisierung der politischen Landschaft Mosambiks und der teil als autoritär wahrgenommenen Strukturen der RENAMO, überwarfen sich mehrere Parteimitglieder mit der Führung und gründete eine eigene Partei, Movimento Democrático de Moçambique (MDM). Auch Manuel de Araújo wechselte von der RENAMO zum MDM.
2011 fand eine Nachwahl der Kommunalwahlen in mehreren mosambikanischen Orten statt, unter anderem auch in Araújos Heimatstadt Quelimane. Araújo kandidierte für das Amt des Bürgermeisters und konnte den Kandidaten der FRELIMO mit 62,27 % gegenüber 37,72 % weit hinter sich lassen.
Bei den Kommunalwahlen 2013 veröffentlichte die Wahlkommission zunächst Ergebnisse, die einen Sieg der FRELIMO zeigten. Erst nach mehreren Beschwerden wegen Wahlfälschung wurden diese korrigiert und Manuel de Araújo offiziell als wiedergewählt bestätigt.